# Penthésilée
Pour les articles homonymes, voir Penthésilée (homonymie).
Dans la mythologie grecque, Penthésilée (en grec ancien Πενθεσίλεια / Penthesíleia) est une reine des Amazones.

## Mythe
Penthésilée, reine des Amazones, est la fille d'Arès et d'Otréré. Selon le premier chant de la Suite d'Homère de Quintus de Smyrne, elle serait la sœur de la reine Hippolyte. Ce qui pose un problème de chronologie, étant donné qu'Hippolyte, selon la tradition, a combattu Héraclès ou Thésée : elle est donc plus âgée d'une ou deux générations. Robert Graves note cependant que les mythes concernant Hippolyte sont suffisamment variés pour qu'ils puissent concerner plusieurs femmes partageant le même nom.
Les traditions ne s'accordent pas sur le motif pour lequel elle vient, après la mort d'Hector, aider les Troyens. Selon Hellanicos (fr. 19 Jacoby) et Lysias, cités par Jean Tzétzès (Posthomerica, 14-19), elle est poussée par son amour du combat. Selon Diodore de Sicile, Quintus de Smyrne et Apollodore, elle vient se faire purifier par Priam, après la mort accidentelle d'Hippolyte, tuée d'une flèche au cours d'une partie de chasse au cerf. Elle cherchait aussi à s'éloigner de sa patrie, harcelée par la vengeance des terribles Euménides. Cette dernière version peut surprendre, puisque le roi troyen avait combattu contre les Amazones aux côtés des Phrygiens (Iliade, III, 188-189). Dictys de Crète (Éphéméride de la guerre de Troie, livre III), hésite entre deux hypothèses : elle était guidée soit par l'appât du gain, soit par le désir d'acquérir de la gloire dans les combats.
Penthésilée arrive à Troie avec douze autres Amazones, dont Quintus donne la liste (I, 42–47). Aucun nom ne se retrouve dans un autre catalogue, à l'exception de celui d'Hippothoé :
- Clonié, tuée par Podarcès ;
- Polémousa, tuée par Achille ;

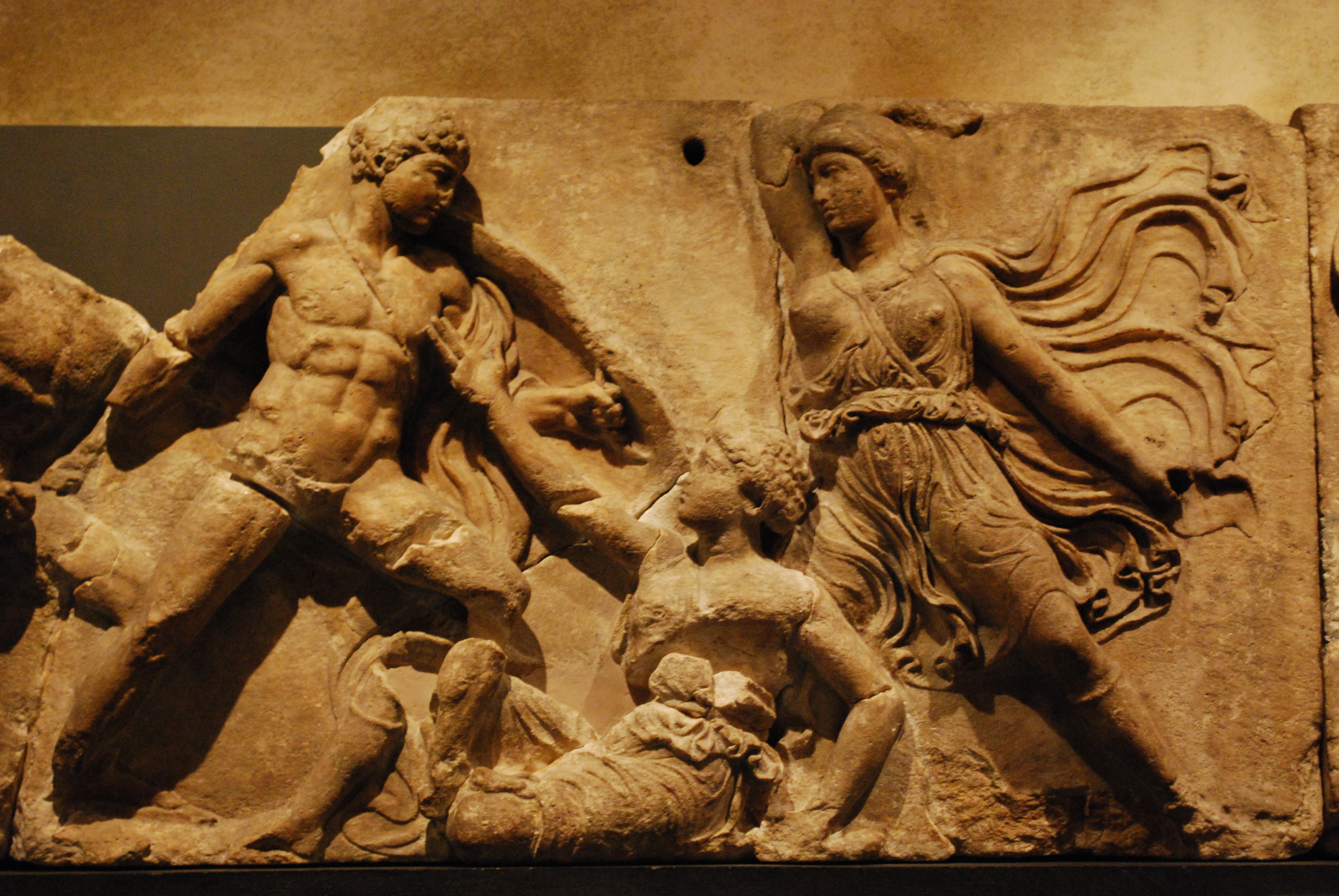
Frise de Bassae : Achille (à gauche) et Penthésilée (au sol).

- Dérinoé, tuée par Ajax fils d'Oïlée ;
- Évandré, tuée par Mérion ;
- Antandré, tuée par Achille ;
- Brémousa, tuée par Idoménée ;
- Hippothoé, tuée par Achille ;
- Harmothoé, tuée par Achille ;
- Alcibié, tuée par Diomède ;

- Antibroté, tuée par Achille ;
- Dérimachéia, tuée par Diomède ;
- Thermodossa, tuée par Mérion.

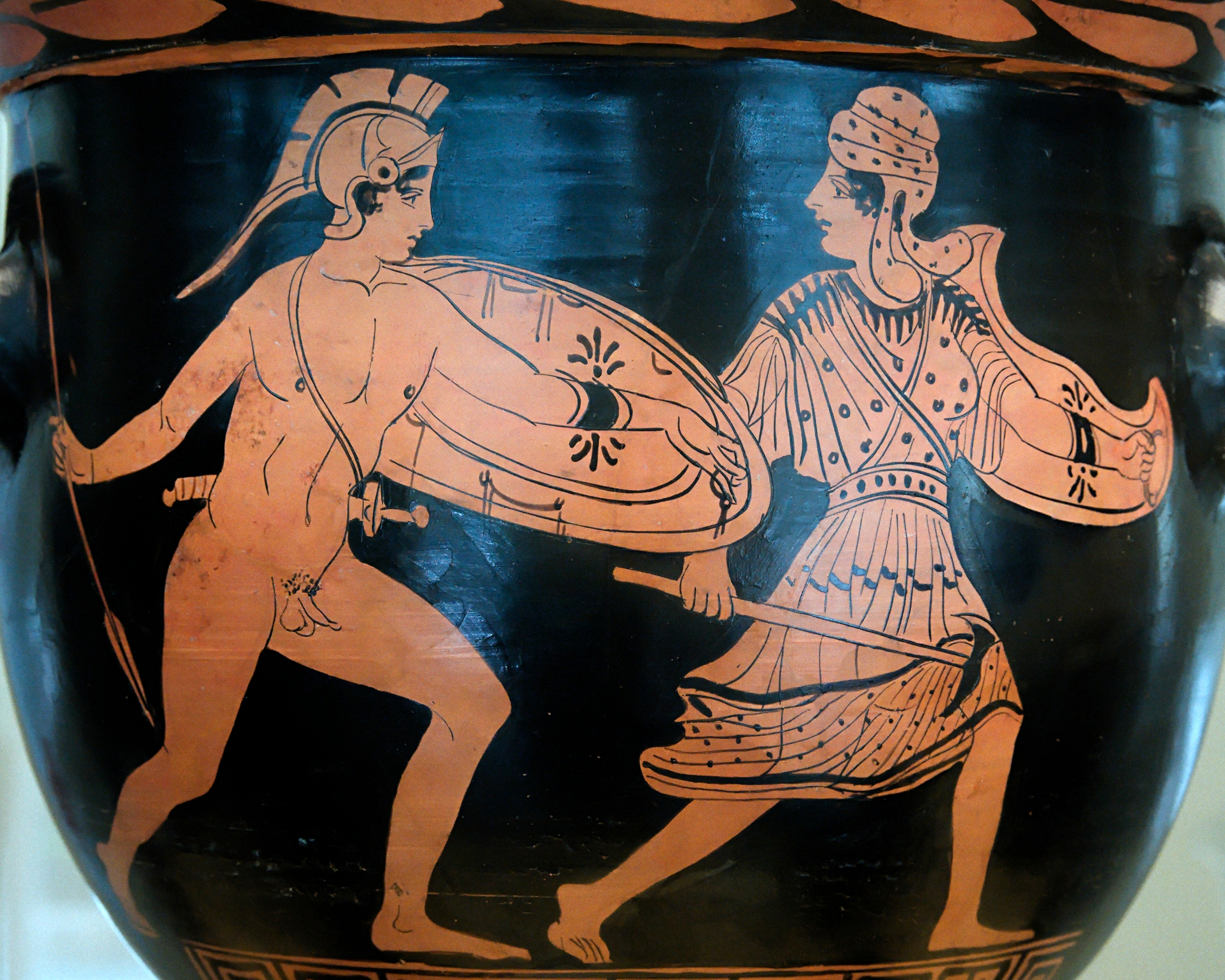
Combat d'Achille et Penthésilée. Cratère en cloche lucanien à figures rouges, fin du

Penthésilée se distingue par ses nombreux exploits devant la ville assiégée, puis succombe lors d'un combat contre Achille. Celui-ci tombe amoureux d'elle en la voyant mourir. Thersite se moque alors de cette passion, assimilée à de la faiblesse, mais Achille le tue. Diomède, parent de Thersite, jette alors le corps de l'Amazone dans le Scamandre, par vengeance. Selon d'autres versions, Achille enterre son corps sur les rives du Scamandre.
Quintus de Smyrne nous apprend que les Troyens, en son honneur et celui de son dieu protecteur Arès, sont allés chercher sa dépouille auprès des Grecs et lui accordent une crémation pleine d'égards envers son rang. On dresse un grand bûcher, haut et large, puis on éteint les flammes avec du vin tandis que ses os sont parfumés. Ils sont déposés dans une urne scellée avec la graisse d'une génisse immolée parmi les troupeaux qui paissent sur les montagnes de l'Ida. Les Troyens placent enfin l'urne, le cheval et les armes de l'Amazone dans le tertre érigé pour leur ancien roi, le Grand Laomédon, qui se trouve près des murailles épaisses. Les corps des compagnes d'armes de Penthésilée sont aussi placés à ses côtés.
Cependant, tous les auteurs ne s'accordent pas sur l'identité de son meurtrier, comme le souligne Nicolas Louis Achaintre dans une note de sa traduction de l'Éphéméride de la guerre de Troie. Par exemple, Lycophron, Quintus de Smyrne, Jean Tzétzès, Eustathe de Thessalonique et Servius s'accordent à dire que Penthésilée fut tuée par Achille. Seul Darès dit qu'elle mourut de la main de Pyrrhus (Néoptolème).
La mythologie attribue à Penthésilée au moins un fils, nommé Caÿstros, et un petit-fils, Éphésos.

## Postérité après l'Antiquité

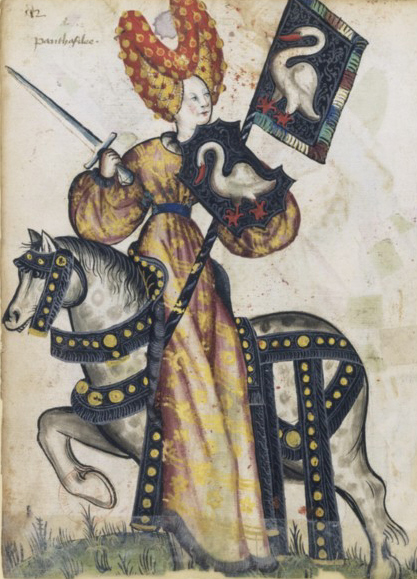
Penthésilée représentée comme l'une des Neuf Preuses avec ses armes aux cygnes, Petit armorial équestre de la Toison d'or, fol. 248. Bibliothèque nationale de France, entre 1460 et 1470.

Dernière grande reine des Amazones, Penthésilée a plus marqué les esprits à travers les siècles que ses consœurs, sa gloire égalant plus discrètement celle d’Achille. Le coup de foudre du vainqueur pour sa vaincue finit par avoir raison de lui. Il est conquis sentimentalement par elle, qui devient dans son cœur le pendant féminin de Patrocle.

### Littérature

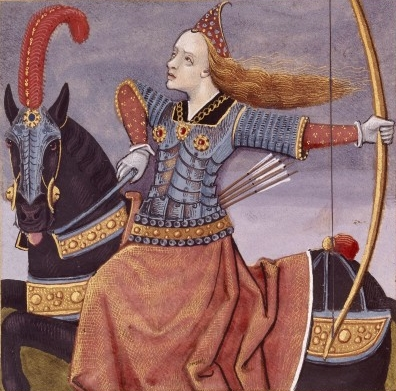
Penthésilée, miniature de Robinet Testard tirée d'un manuscrit du De mulieribus claris de Boccace, vers 1488-1496, BNF, Fr.599, f.27v.

Dans l'Europe médiévale, la légende de Penthésilée est reprise et recyclée, Achille disparaissant en arrière-plan. Dans des enluminures illustrant des manuscrits, Penthésilée est présentée comme une reine guerrière médiévale. Une tradition se développe selon laquelle Penthésilée est entrée dans la guerre de Troie en raison de sa vénération pour le héros de Troie Hector. Penthesilea apparaît dans le Roman de Troie (1160) de Benoît de Sainte-Maure comme une héroïne chevaleresque, et par là fait partie du genre médiéval romain antique, qui recycle les mythes grecs et romains dans le contexte du roman médiéval.
À la fin de l'Europe médiévale, la légende est encore davantage popularisée dans La Cité des dames de Christine de Pizan (1405) et Le Livre de Troie de John Lydgate (1420). Penthésilée et Hector deviennent des héros romantiques. Penthésilée est venue à Troie parce qu'elle était tombée amoureuse de loin du chevalier vertueux Hector. Hector et Penthésilée sont dépeints comme des personnifications des idéaux de la chevalerie. Agenouillée devant le cadavre d'Hector, Penthésilée promet de venger sa mort. Elle combat aux côtés de l'armée troyenne, tuant de nombreux soldats grecs, mais est tuée par le fils d'Achille. Dans cette tradition de la légende, son corps est transporté au Thermodon pour être enterré. Le long de la rivière Terme, divers sites de sépulture de temple attestent du statut héroïque de Penthésilée en tant que reine amazonienne au Moyen Âge.
Giovanni Boccacio consacre un chapitre à Penthésilée dans son ouvrage De mulieribus claris (Sur les femmes célèbres) publié en 1374.
Au XIXe siècle, le dramaturge allemand Heinrich von Kleist compose en 1808 un drame intitulé Penthesilea, qui est traduit en français par l'écrivain Julien Gracq en 1954.
Le poète français Théodore de Banville compose un poème Penthésilée.
Penthésilée est le nom que l'écrivain italien Italo Calvino a donné à une de ses Villes invisibles.
Elle apparaît aussi dans le roman Olympos de Dan Simmons, paru en 2006. Achille en tombe amoureux à cause d'un produit chimique de science-fiction (dans ce roman les dieux grecs tirent leurs pouvoirs de technologies très avancées), et ni Zeus ni Héphaïstos ne savent comment mettre fin à cet amour insensé et non partagé.

### Musique
- Hugo Wolf compose en 1883 un poème symphonique intitulé Penthésilée.
- Penthesilea est un opéra de Pascal Dusapin, créé en 2015.

### Peinture
Penthésilée figure parmi les 1 038 femmes représentées dans l'œuvre d'art contemporain The Dinner Party (1979) de Judy Chicago. Son nom y est associé aux Amazones.

## Sources
- Pseudo-Apollodore, Épitome [détail des éditions] [lire en ligne] (IV, 7 ; V, 1).
- (en) Éthiopide [détail des éditions] [lire en ligne].
- Diodore de Sicile, Bibliothèque historique [détail des éditions] [lire en ligne] (II, 46).
- Quintus de Smyrne, Suite d'Homère [détail des éditions] [lire en ligne] (I).